# Slaveikovo, Gabrovo
Slaveikovo (în bulgară Славейково) este un sat în comuna Dreanovo, regiunea Gabrovo,  Bulgaria. 

## Demografie
Componența etnică a satului Slaveikovo
     Bulgari (80%)
     Nicio identificare (1,33%)
     Altele (18,66%)
La recensământul din 2011, populația satului Slaveikovo era de 75 locuitori. Din punct de vedere etnic, majoritatea locuitorilor (80%) erau bulgari. Pentru 1,33% din locuitori nu este cunoscută apartenența etnică.